# 江口英一
江口 英一（えぐち えいいち、1918年7月27日 - 2008年11月22日）は、日本の社会学者。中央大学名誉教授。社会福祉、社会保障、貧困や日雇い労働者の問題を研究した。

## 生涯
愛知県出身。1938年第八高等学校 (旧制)卒業。1941年東京帝国大学経済学部卒。1948年専修大学経済学部助教授、1956年北海道大学教育学部助教授、1959年日本女子大学文学部教授、1968年中央大学経済学部教授。1989年定年、名誉教授。1981年野呂栄太郎賞受賞。1982年「現代の「低所得層」―「貧困」研究の方法」で日本学士院賞受賞。1983年「現代の「低所得層」」で中央大学経済学博士。
なお、日本女子大学や中央大学の通信教育課程の社会政策担当も兼任した。
経済学者・一橋大学名誉教授の江口英一（ひでかず、1929 - ）は別人。

## 著書
- 『現代の「低所得層」 「貧困」研究の方法』未来社 1979-1980

### 共編著
- 『公的扶助制度比較研究』籠山京,田中寿共著 光生館 1968
- 『社会福祉論』籠山京共著 光生館 社会福祉選書  1974
- 『山谷 失業の現代的意味』西岡幸泰・加藤佑治共編著 未来社 専修大学社会科学研究叢書 1979
- 『現代の労働政策』田沼肇、内山昂共編著 大月書店 1981
- 『社会福祉と貧困』編著 法律文化社 1981
- 『現代の生活と「社会化」』相沢与一共編 労働旬報社 シリーズ・現代の労働と生活 1986
- 『生活分析から福祉へ 社会福祉の生活理論』編著 光生館 社会福祉選書 1987
- 『日本社会調査の水脈 そのパイオニアたちを求めて』編 法律文化社 1990
- 『日本における貧困世帯の量的把握』川上昌子共著 法律文化社 2009

## 論文
- <江口英一